# Gunung Alueraya
Gunung Alueraya är ett berg i Indonesien.   Det ligger i provinsen Aceh, i den västra delen av landet, 1 700 km nordväst om huvudstaden Jakarta. Toppen på Gunung Alueraya är 1 098 meter över havet, eller 107 meter över den omgivande terrängen. Bredden vid basen är 0,95 km.
Terrängen runt Gunung Alueraya är lite bergig. Runt Gunung Alueraya är det mycket glesbefolkat, med 6 invånare per kvadratkilometer. I omgivningarna runt Gunung Alueraya växer i huvudsak städsegrön lövskog.